# الجنة الآن (فلم)
الجنة الآن هو فيلم فلسطيني صدر سنة 2005 من إخراج هاني أبو أسعد. يحكي الفيلم قصة آخر 48 ساعة في حياة شابين فلسطينيين يستعدان للقيام بإحدى العمليات الاستشهادية في إسرائيل. تم ترشيح لجائزة الأوسكار لأفضل فيلم بلغة أجنبية في حفل توزيع جوائز الأوسكار الثامن والسبعون.
تم عرض الفيلم في 45 دولة وقد واجه المخرج صعوبات وضغوطا كبيرة أثناء تصوير الفيلم فالبعض اعتبر المخرج يحاول بطريقة أو بأخرى تمجيد العمليات الانتحارية بإضافة لمسات إنسانية للممثلين الذين هما صديقان منذ الطفولة ومحاصران بجو من الأحباط والفقر المدقع والبعض الآخر اتهم المخرج بخيانته لقضية المقاومة الفلسطينية للاحتلال الإسرائيلي.

## طاقم الفيلم
- إخراج: هاني أبو أسعد
- إنتاج: بيرو بيير
- سيناريو: هاني أبو أسعد، بيرو بيير، بيرري هودكسون
- بطولة: قيس ناشف، علي سليمان، لبنى أزابال، هيام عباس

## الجوائز
حصل الفيلم على الجوائز التالية:
- جائزة مهرجان برلين للسينما العالمية عام 2005
- جائزة الفلم الأوروبي عام 2005
- جائزة العجل الذهبي من هولندا عام 2005
- جائزة الجولدن جلوب عام 2005
- جائزة مهرجان دوربان للسينما العالمية في جنوب أفريقيا عام 2005

## جدل حول الفيلم
- في 1 مارس 2006 تظاهر مجموعة في إسرائيل ضد قرار أكاديمية الفنون والعلوم السينمائية في كاليفورنيا بترشيح الفلم للحصول على جائزة أفضل فيلم أجنبي [1]
- اعتبر المخرج هاني أبو أسعد قرار أكاديمية الفنون والعلوم السينمائية في كاليفورنيا اعتبار الفيلم من «السلطة الفلسطينية» وليس من فلسطين بمثابة إهانة وصفعة للهوية القومية للشعب الفلسطيني.
- حصول مشاورات بين وزارة الأعلام في إسرائيل ولجنة مهرجان الأوسكار على أن لا يتم تقديم الفلم على أنه من فلسطين [2]
- عند تسلم المخرج هاني أبو أسعد جائزة الجولدن جلوب في 16 يناير 2006 ناشد العالم من اجل الأعتراف بفلسطين وقال ان الجائزة تمثل «اعترافا بأن الشعب الفلسطيني يستحق الحرية والمساواة»..
- أثناء تصوير الفلم في نابلس قامت مروحيات إسرائيلية بقصف سيارة كانت قريبة من موقع التصوير مما حدى بستة من طاقم الفلم إلى التخلي عن مشاركتهم في الفلم بصورة نهائية [3]
- تم اختطاف أحد العاملين في الفيلم من قبل مسلحيين فلسطينيين وتم إطلاق سراحه بتدخل من مكتب ياسر عرفات.[4]

## وصلات خارجية
- مقالات تستعمل روابط فنية بلا صلة مع ويكي بيانات
- الجنة الآن على موقع أول موفي.